# Хуттерский язык
Хуттерский язык (нем. Hutterisch) — язык на немецкой основе. Получил своё название по названию анабаптистского направления гуттеритов, приверженцы которого вынуждены были часто мигрировать.
Сегодня хуттерский язык используется в Канаде (Альберта, Саскачеван, Манитоба) и США (Вашингтон, Монтана, Северная и Южная Дакота) среди гуттеритов. Общее число носителей составляет около 45 тысяч человек. Язык складывался из австро-баварского диалекта и развивался под влиянием славянских и особенно английских заимствований. Вопрос о том, следует ли называть хуттерский язык самостоятельным, не рассматривается всерьёз, так как несмотря даже на существенные различия между ним и литературным немецким языком, он по-прежнему считается диалектом.